# Akuol de Mabior
Akuol Garang de Mabior (* 1989 in Kuba) ist eine südsudanesische Filmemacherin, Model, Geschäftsfrau und Frauenrechtsaktivistin.

## Herkunft und Ausbildung
Akuol de Maboir ist die Tochter von John Garang de Mabior, dem ehemaligen Kommandanten der Sudan People’s Liberation Army und ersten Vizepräsidenten des Sudan, und Rebecca Nyandeng De Mabior, einer südsudanesischen Politikerin und Präsidentenberaterin. Ihr Vater starb 2005 bei einem Hubschrauberabsturz. Akuol de Maboir gehört dem Volk der Dinka an. Sie wuchs in der kenianischen Hauptstadt Nairobi auf.
Von 2015 bis 2018 absolvierte sie einen Bachelor-Studiengang an der Universität Kapstadt mit den Schwerpunkten Film- und Medienproduktion sowie Schreiben und Gender Studies als Nebenfächern. Dem schloss sich bis 2019 ein Studium in Filmtheorie und -praxis an. Aktuell arbeitet sie an ihrer Promotion.

## Karriere
De Mabior arbeitete als Fotomodell und war bei Ice Models South Africa, Why Not Model Management in Mailand, Elite Model Management in Paris und MD Management in Hamburg unter Vertrag. Im Jahr 2011 lief de Maboir bei der Frühjahrsshow für Max Mara und den Herbstshows für Vivienne Westwood, Sass & bide in Sydney, Paul Smith und Walentin Judaschkin über den Laufsteg.
Im Jahr 2012 war sie Model bei den Herbstshows von Hermès, Jasper Conran, Jean Pierre Braganza, Louise Gray und Emilio de la Moren und lief bei den Herbstshows für Damir Doma, Ingrid Vlasov, Max Mara, Peter Jensen, Aganovich, Dusan, Martin Grant, Jasper Conran, Ashley Isham, Paco Rabanne, Julien David, Issey Miyake und Maurizio Percoraro. Auf der Paris Fashion Week 2012 präsentierte sie die Mode von Vivienne Westwood und Chanel.
2012 erschien sie in Leitartikeln für Elle, L'Officiel Nederland, Dazed und war das Covergirl für Annabelle. Sie war auch Teil des Kurzfilms Chanel's Little Black Jacket Book.
2013 war sie in den Herbstshows für Costello Tagliapietra, die Academy of Art University, Diane von Fürstenberg, Thom Browne, Mara Hoffman, und Custo Dalmau und in der Frühjahrsshow für Marissa Webb.
De Maboir zog sich in der Folge vom Modeln zurück. In Südafrika arbeitete sie an drei unabhängigen Filmen mit, sie führte Regie bei dem Film Tomato Soup, der auf dem Durban International Film Festival uraufgeführt wurde. Ihr Film No Simple Way Home wurde 2022 auf der Berlinale und dem DOK.fest München vorgestellt. Bei letzterem gewann er den VIKTOR DOK.horizonte. In diesem Dokumentarfilm stellt die Regisseurin die Geschichte ihrer Familie vor dem Hintergrund der politischen Ereignisse im Südsudan dar.

## Sonstige Tätigkeiten
De Maboir ist im Vorstand der Frauenrechtsorganisation Embrace Dignity mit Sitz im südafrikanischen Kapstadt, die sich für eine Gesetzesreform zur Beendigung des Sexhandels und der Nachfrage nach Prostitution einsetzt.
Sie ist auch als Imkerin tätig und stellt für ihre eigene Firma Lippenbalsam und andere kosmetische Produkte aus Bienenwachs her.

## Privates
Akuol de Mabior spricht neben Englisch Dinka und Arabisch. Sie lebt in Nairobi.

## Filmographie
- 2017: Tomato Soup, Drehbuch, Regie
- 2018: lhlazo, Drehbuch, Regie
- 2019: Fall into the Sky, Regie
- 2021: On the White Nile, Produktion, Regie, Kamera
- 2022: No Simple Way Home, Drehbuch, Regie